# Tam sinh tam thế chẩm thượng thư
Tam sinh tam thế: Chẩm thượng thư, còn có tên là Ba kiếp nhân duyên khi phát sóng trên Đài truyền hình quốc gia Việt Nam, là phim truyền hình cổ trang tiên hiệp tình cảm năm 2020 của Trung Quốc chuyển thể từ tiểu thuyết của Đường Thất Công Tử. Hai diễn viên chính là Địch Lệ Nhiệt Ba, Cao Vỹ Quang. Các diễn viên phụ bao gồm Vương Kiêu, Viên Vũ Huyên, Lý Đông Hằng, Lưu Vũ Hân, Lưu Nhuế Lân, Trương Văn. Nội dung kể về câu chuyện tình vướng mắc giữa hồ ly đỏ chín đuôi Bạch Phượng Cửu và Đông Hoa Đế quân. Vì từng được Đông Hoa cứu mạng nên Phượng Cửu đem lòng ngưỡng mộ, tìm đủ mọi cách tiếp cận và trả ân, dần dà đã yêu Đông Hoa lúc nào không hay.
Khâu quay phim bắt đầu từ ngày 10 tháng 6 năm 2018 và đóng máy ngày 19 tháng 11 cùng năm, sau đó được chính thức phát sóng độc quyền trên Tencent và WeTV từ ngày 22 tháng 1 năm 2020. Bộ phim lập kỷ lục 190 triệu lượt xem sau ngày đầu tiên phát sóng và tiếp tục vượt mốc 1 tỉ lượt xem chỉ trong một tuần. Tại lễ trao giải Tencent Video All Star 2020, Tam Sinh Tam Thế Chẩm Thượng Thư thắng giải "Web series xuất sắc nhất năm" và giúp Cao Vỹ Quang giành giải Nam diễn viên phim cổ trang xuất sắc nhất tại lễ trao giải Hoa Đỉnh lần thứ 29.

## Nội dung
Bạch Phượng Cửu trong một lần bị yêu thú đuổi giết đã được Đông Hoa Đế Quân ra tay cứu giúp, khiến Phượng Cửu khắc cốt ghi tâm, đem lòng ngưỡng mộ. Để trả ân, Phượng Cửu trà trộn vào làm cung nữ trong Thái Thần Cung của Đông Hoa nhưng mãi không được Đông Hoa chú ý. Khi bị biến thành hồ ly, Phượng Cửu được Đông Hoa đem về nuôi, cưng chiều hết mực. Biết tin Đông Hoa và công chúa Cơ Hoành của Ma tộc chuẩn bị thành thân, Phượng Cửu vì đã đem lòng yêu Đông Hoa lúc nào không hay nên đau buồn thống khổ, dứt áo ra đi. Rốt cuộc, hôn lễ bất thành do Cơ Hoành bỏ trốn.
Đông Hoa phải lịch kiếp, xuống trần gian làm người phàm nhằm chữa trị thương thế, khôi phục tu vi. Phượng Cửu hạ phàm dùng phép thuật cứu mạng Tống Huyền Nhân (thân thế dưới trần gian của Đông Hoa), vô tình làm thay đổi lịch kiếp. Thế là Phượng Cửu phải ở lại trần gian để trở thành tình kiếp của Tống Huyền Nhân. Cả Tống Huyền Nhân và Diệp Thanh Đề đem lòng yêu Tiểu Cửu (danh tánh của Bạch Phượng Cửu dưới trần gian) say đắm. Diệp Thanh Đề vì bảo vệ Tiểu Cửu mà tử vong, khiến Tiểu Cửu đau lòng thương xót. Ít lâu sau, Tiểu Cửu nhảy xuống vực tự tử. Tống Huyền Nhân vì quá đau lòng nên lâm trọng bệnh, băng hà, kết thúc lịch kiếp của Đông Hoa. Tuy không nhớ tường tận nhưng Đông Hoa vẫn loáng thoáng mơ thấy chuyện tình kia và bắt đầu để ý đến Phượng Cửu. Hai người chạm trán nhau nhiều lần trên thiên đình. Trong một lần né tránh, Phượng Cửu biến thành khăn tay, Đông Hoa thấy thế bèn lấy mang theo người. Khi giao chiến với Yến Trì Ngộ, cả chiếc khăn tay lẫn Yến Trì Ngộ bị gió lốc thổi bay xuống Phạn Âm cốc. Nửa năm sau, Đông Hoa đến đây. Phượng Cửu thắng một cuộc thi để lấy quả tần bà nhằm hồi sinh Diệp Thanh Đề, nhưng giải thưởng bị Đông Hoa đổi thành một rổ đào tiên vì Đông Hoa muốn đưa quả tần bà cho Cơ Hoành để nàng làm thuốc giải độc (sau này, Đông Hoa giải thích mình làm vậy vì tưởng Phượng Cửu lấy quả tần bà để làm bánh cho Yến Trì Ngộ). Phẫn uất, Phượng Cửu liều mình xông vào xà trận để trộm quả tần bà và bị rơi vào giấc mộng A Lan Nhược. Liên Tống kể cho Đông Hoa tất cả những chuyện mà Phượng Cửu từng làm cho chàng trước đây. Đông Hoa bỏ đi chín phần pháp lực, chiến đấu với xà trận và bước vào giấc mộng A Lan Nhược. Trong mộng cảnh, Đông Hoa cùng Tô Mạch Diệp luyện ra được kính diệu hoa nhìn thấu nhiều kiếp để tìm ra chân tướng câu chuyện, hóa giải giấc mộng.
Vào ngày thành hôn, Cơ Hoành lấy lời hứa năm xưa giữa cha mình và Đông Hoa để ép Đông Hoa không được phép lấy ai. Đông Hoa từ chối, lấy hết độc trong người Cơ Hoành đưa vào mình rồi đưa cô về ma giới. Ở đây, Đông Hoa bận chuyện chính sự mất vài ngày, khiến Phượng Cửu hiểu lầm là Đông Hoa quay lại với Cơ Hoành. Bụng mang dạ chửa, Phượng Cửu bỏ xuống trần gian sinh và nuôi con một mình. Một thời gian sau, Đông Hoa tìm cách để gặp Phượng Cửu lần cuối trước khi tử chiến với Miểu Lặc. Phượng Cửu vẫn hiểu lầm nên buông lời phũ phàng, từ chối nhận chiếc nhẫn được luyện từ nửa trái tim của Đông Hoa. Tình cờ nghe được thông tin Đông Hoa sẽ qua đời, Phượng Cửu năn nỉ Trọng Lâm kể cho mình nghe mọi sự tình. Hiểu lầm được hóa giải, Phượng Cửu đến chỗ Đông Hoa. Sau khi hạ được Miểu Lạc, máu của hai người hòa vào nhau, cứu họ ra khỏi kết giới an toàn.

## Phân vai

### Nhân vật chính
- Địch Lệ Nhiệt Ba vai Bạch Phượng Cửu[10][11]
- Cao Vỹ Quang vai Đông Hoa Đế Quân[10][11][12]

### Thiên tộc
- Vương Kiêu vai Ti Mệnh Tinh Quân[13][14]
- Lý Đông Hằng vai Liên Tống[13]
- Viên Vũ Huyên vai Thành Ngọc Nguyên Quân[11][15]
- Phàn Trị Hân vai Trọng Lâm[15]
- Vương Nhất Phi vai Tri Hạc[15]
- Trương Minh Xán vai A Ly[15]

### Tộc hồ ly
- Hoàng Tuấn Tiệp vai Bạch Chân[16]
- Lãnh Hải Minh vai Bạch Dịch
- Dương Mịch vai Bạch Thiển[17]
- Vương Nhất Minh vai Tinh Vệ Điểu Yêu[15]

### Tộc phượng hoàng
- Trần Sở Hà vai Chiết Nhan[13]

### Ma tộc
- Lưu Vũ Hân vai Cơ Hoành[18]
- Lưu Nhuế Lân vai Yến Trì Ngộ[19]
- Đới Hướng Vũ vai Nhiếp Sơ Dần
- Trương Văn vai Miểu Lặc[20]
- Kim Trạch Hạo vai Húc Dương[21]
- Vương Nhược San vai Mân Tô

### Trần gian
- Cao Vỹ Quang vai Tống Huyền Nhân[22]
- Từ Thiệu Anh vai Diệp Thanh Đề

### Tỷ Dực Điêu
- Địch Lệ Nhiệt Ba vai A Lan Nhược[23][24]
- Cao Vỹ Quang vai Trầm Diệp[24]
- Cao Vỹ Quang / Chu Vĩnh Đằng vai Tư Trạch[24]
- Dịch Đại Thiên vai Tương Lý Manh[15]
- Bành Thế Phi vai Khiết Lục[15]
- Quách Phẩm Siêu vai Tô Mạch Diệp (苏陌叶)[25]
- Xa Vĩnh Lợi vai Khuynh Họa
- Tôn Tuyết Ninh vai Quất Nặc[26]
- Mã Trạch Hàm vai Thường Đệ[26]

## Sản xuất

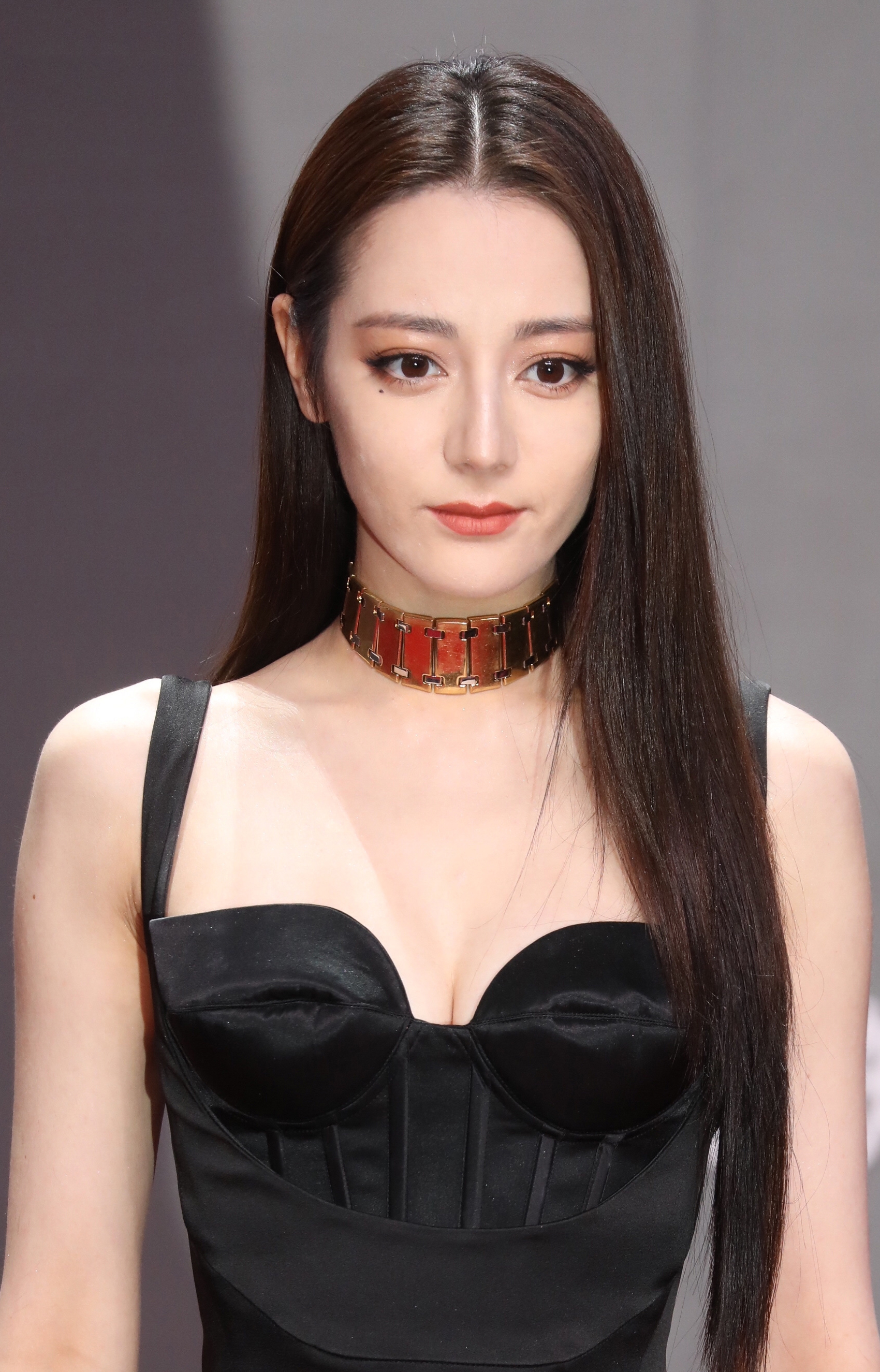
Địch Lệ Nhiệt Ba thủ vai Bạch Phượng Cửu.

Tam sinh tam thế: Chẩm thượng thư là tác phẩm chuyển thể từ tiểu thuyết cùng tên của Đường Thất Công Tử. Ban đầu, studio của Lưu Vũ Hân mua bản quyền chuyển thể và định sản xuất thành 25 tập. Lưu Vũ Hân định đảm nhận vai chính Bạch Phượng Cửu và tuyển Ngô Diệc Phàm vào vai Đông Hoa (phương án dự phòng là Uông Đông Thành). Vì Lưu Vũ Hân không có khả năng sản xuất phim nên công ty Gia Hành đã mua lại bản quyền. Ngày 24 tháng 1 năm 2018, có thông báo rằng Địch Lệ Nhiệt Ba và Cao Vỹ Quang sẽ vào vai Bạch Phượng Cửu và Đông Hoa Đế quân, vai diễn mà hai người này từng đóng trong Thập lý đào hoa. Ngày 27 tháng 7 cùng năm, đơn vị sản xuất công bố danh sách diễn viên. Bộ phim do công ty điện ảnh Penguin Films (Chim cánh cụt Ảnh thị) thuộc Đằng Tấn sản xuất với Cao Sâm và Triệu Khiết là nhà sản xuất chính. Lương Chấn Hoa viết kịch bản, Dương Huyền làm đạo diễn còn Hàn Trung đóng vai trò giám đốc nghệ thuật với sự hỗ trợ của Trần Lạc Cần. Để chuẩn bị cho bộ phim, đội ngũ nghệ thuật mất 8 tháng để dựng 100 phông cảnh với tổng diện tích hơn 40.000 mét vuông, còn đội phụ trách phục trang thiết kế gần 2000 bộ y phục trong khoảng 5 tháng. Phông cảnh chiếm nhiều diện tích nhất là Thái Thần Cung và vườn Thiên Cung; mỗi nơi đều có diện tích khoảng 5000 mét vuông. Ngoài ra, đoàn làm phim còn sản xuất 5000 đạo cụ và 3000 món vũ khí. Khâu quay phim bắt đầu từ ngày 10 tháng 6 năm 2018 tại phim trường Hoành Điếm và đóng máy ngày 19 tháng 11 cùng năm. Các nhân vật Bạch Phượng Cửu, Đông Hoa, Thành Ngọc đều do người khác lồng tiếng.

### Phát sóng
Ban đầu, Chẩm thượng thư dự kiến ra mắt khán giả vào năm 2019 nhưng bị hoãn lại vì những hạn chế mới do Cục Quản lý Phát thanh và Truyền hình Quốc gia áp dụng cho các chương trình truyền hình Trung Quốc. Ở Trung Quốc, phim chính thức phát sóng từ ngày 22/1/2020 độc quyền trên Tencent và WeTV, dài 56 tập. Lên sóng vào dịp đại dịch COVID-19 bùng phát mạnh nên đoàn làm phim không có nhiều cơ hội để quảng bá. Bên ngoài Trung Quốc, phim được phát sóng quốc tế trên các nền tảng WeTV, Rakuten Viki, Viu và ODC. Ở Việt Nam, phim được phát sóng dưới dạng phiên bản thuyết minh lúc 12h từ thứ hai đến thứ sáu hàng tuần từ ngày 13/8 đến ngày 29/10/2020 trên kênh VTV3 với tên gọi Ba kiếp nhân duyên, phiên bản lồng tiếng được phát sóng lúc 19h từ thứ hai đến thứ bảy hàng tuần trên TodayTV (VTC7) từ ngày 25/3 đến ngày 28/5/2021.

## Đón nhận
Sau ngày phát sóng đầu tiên, bộ phim lập kỷ lục với hơn 190 triệu lượt xem rồi tiếp tục vượt mốc 1 tỉ lượt xem chỉ trong một tuần. Trên trang web xếp hạng tỉ suất người xem Douban, ban đầu bộ phim có mức điểm 5,8, đến tập 20 thì tụt xuống 5,5 điểm rồi tăng lên ở 20 tập cuối. Ngày 26 tháng 3 năm 2020, Douban công bố số lượt xem đạt 6,5 tỉ, cao hơn kỳ vọng của đoàn làm phim. Chẩm thượng thư là bộ phim có nhiều lượt xem nhất Trung Quốc nửa đầu năm 2020.
Biên tập viên Ho Ai Li của tờ The Straits Times đánh giá bộ phim này "nhàm chán".

### Giải thưởng
Tại lễ trao giải Tencent Video All Star 2020 bộ phim thắng giải "Web series xuất sắc nhất năm", còn Cao Vỹ Quang và Địch Lệ Nhiệt lần lượt ẵm các giải "Quality Series Actor of the Year" và "Most Popular Series Actor of the Year". Tại lễ trao giải Hoa Đỉnh lần thứ 29, Cao Vỹ Quang giành giải Nam diễn viên phim cổ trang xuất sắc nhất.
Tại giải Asia Contents Awards của Liên hoan phim Busan, Địch Lệ Nhiệt Ba thắng giải Ngôi sao mới xuất sắc (Best rising star).

## Nhạc phim
| STT | Nhan đề                                 | Phổ lời    | Phổ nhạc    | Trình bày                       | Thời lượng |
| --- | --------------------------------------- | ---------- | ----------- | ------------------------------- | ---------- |
| 1.  | "Người bên gối" (枕边人 Chẩm Biên Nhân) | Lưu Sướng  | Đàm Tuyền   | Hồ Ngạn Bân                     | 04:30      |
| 2.  | "Khăng khăng" (偏偏 Thiên Thiên)        | Loan Kiệt  | Đàm Tuyền   | Địch Lệ Nhiệt Ba & Uông Tô Lang | 04:00      |
| 3.  | "Duyên Tự Thư" (缘字书)                 | Đoàn Tư Tư | Đàm Tuyền   | Tô Thi Đinh                     | 04:01      |
| 4.  | "Tâm Dục Chỉ Thủy" (心欲止水)           | Lưu Sướng  | Đan Dụ Long | Trương Bích Thần                | 04:32      |